# Eisenbahner mit Herz

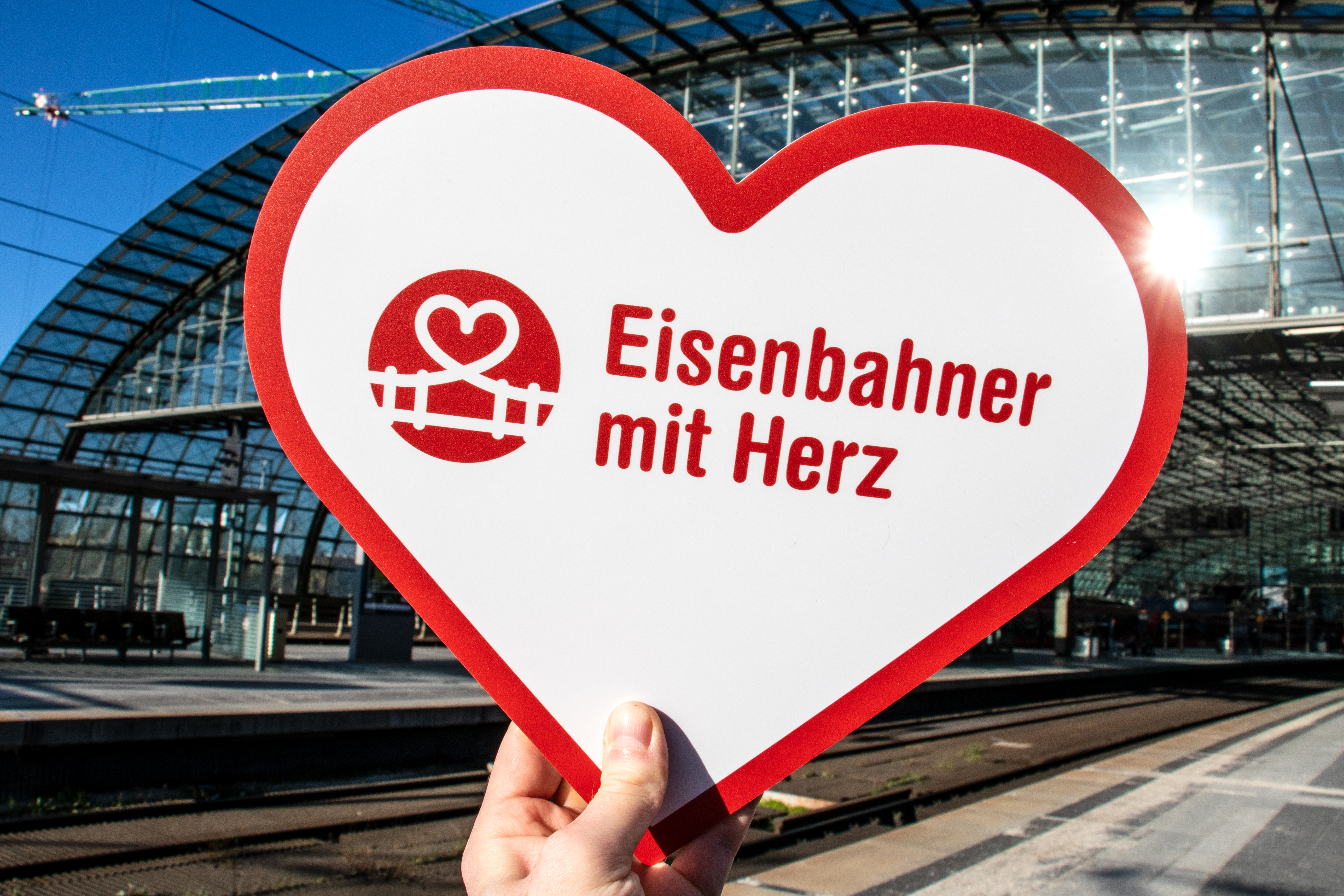
Das aktuelle Logo des Eisenbahner mit Herz-Wettbewerbs, 2019.

Der Eisenbahner mit Herz ist ein Wettbewerb, mit dem die Allianz pro Schiene seit 2011 alljährlich besonders kundenfreundliche Beschäftigte der Schienenbranche auszeichnet. Dafür sammelt das gemeinnützige Verkehrsbündnis, in dem unter anderem Unternehmen, Umweltverbände und Gewerkschaften organisiert sind, Geschichten von Zugreisenden, die positive Erfahrungen mit Beschäftigten der Eisenbahn gemacht haben.
Eine Fachjury wählt anschließend aus den vielversprechendsten und auf ihre Plausibilität geprüften Einsendungen die besten Geschichten aus. Für diese werden Bundespreise in Bronze, Silber und Gold vergeben. Sonderpreise gibt es für besonders überzeugende Geschichten, die keinen direkten Kundenbezug haben und damit nicht vollständig den Kriterien des Wettbewerbs entsprechen. Darüber hinaus kürt die Jury auf Landesebene. Auch ein Publikumspreis, der Social-Media-Hero, ist Teil des Wettbewerbs. Hier kann die breite Öffentlichkeit an der von der Allianz pro Schiene organisierten Online-Abstimmung teilnehmen. Inhaber des Titels Social Media Hero 2021 ist der ODEG-Zugbegleiter Sebastian Fröschke, der im Vorjahr bereits als Brandenburgs Eisenbahner mit Herz ausgezeichnet worden war.
In der Jury sind die Eisenbahngewerkschaften EVG und GDL, die Fahrgastverbände Pro Bahn, der Verkehrsclub Deutschland, der Deutsche Bahnkunden-Verband sowie der Bundesverband SchienenNahverkehr vertreten. Den Vorsitz der Jury hat Allianz pro Schiene Geschäftsführer Dirk Flege.
Neben dem Eisenbahner mit Herz richtet die Allianz pro Schiene auch die Wettbewerbe Bahnhof des Jahres und Clara Jaschke Innovationspreis aus. Letzterer prämiert Frauen aus der Bahnbranche, die besonders innovative Leistungen erbracht haben.